# RAF Tiree
RAF Tiree – baza RAF w latach 1941–1947, położona na wyspie Tiree (w jęz. szkockim Tiriodh) na Hebrydach Wewnętrznych, około 180 km na północny zachód od Glasgow. Jedna z baz RAF używanych w okresie II wojny światowej przez jednostki Polskich Sił Powietrznych. Od 1947 jest lotniskiem cywilnym Tiree Airport.

## Historia

### Przygotowanie bazy
Istniejące od 1934 pole lotnicze zostało zarekwirowane przez RAF w 1941. Korzystając z miejscowych kamieniołomów oraz ruin zbudowano trzy drogi startowe i dziesięć hangarów typu pół T2 (zwane przez lotników beczką śmiechu) wraz z wyposażeniem technicznym. Oficjalnie baza została otwarta w listopadzie 1941. Była przygotowana na przyjęcie ponad 2000 osób personelu. Z powodów logistycznych jedzenie było marne, brakowało papierosów i alkoholu. Jedyną rozrywką było kino lotniskowe.
Dowódcą bazy był G/Cpt G.W. Turtle. Od kwietnia do lipca 1942 w bazie stacjonowała 224 Eskadra latająca na Lockheed Hudsonach na patrole przeciw okrętom podwodnym, chroniąc konwoje Północnego Atlantyku i pełniąc funkcje ratownicze na morzu.

### Polski dywizjon
W dniu 13 maja 1942 do bazy przybył Dywizjon 304, przydzielony do 15 Grupy Lotnictwa Obrony Wybrzeża (RAF Coastal Command). Zadaniem eskadr było patrolowanie północnego Atlantyku w poszukiwaniu i zwalczaniu U-bootów. W dniu 11 czerwca 1942, dowódca dywizjonu 304 poleciał do bazy RAF Lindholme ze sztandarem PSP, aby przekazać go dywizjonowi 305. Po miesiącu pobytu, 13 czerwca 1942 rzut kołowy dywizjonu wyruszył do bazy RAF Dale, 16 samolotów poleciało tam 15 czerwca 1942, rzut przybył tam cztery dni później.

### Eksploatacja bazy
Do września 1943 baza została zamknięta z powodu konserwacji. W okresie od września 1943 do września 1945 w bazie stacjonowała 518 eskadra z Halifaxami. Jej zadaniem był pomiar warunków meteorologicznych nad Atlantykiem na obszarze ponad 800 mil bez względu na warunki pogodowe, co spowodowało utratę 12 samolotów. Od lutego dołączyła 281 eskadra. W 1944 w zderzeniu dwóch Halifaxów nad lotniskiem zginął wnuk ówczesnego premiera Czech Jana Masaryka.

### Okres powojenny
Od 1 lipca 1946 lotnisko przeniesiono pod zarząd Ministerstwa Lotnictwa Cywilnego, a lotnisko cywilne otwarto w 1947. Około 1961 RAF opuścił lotnisko. W 1975 zarządzanie przeszło na Urząd Lotnictwa Cywilnego (CAA). W 1978 lotnisko zostało przejęte przez Highlands and Islands Airports Limited (HIAL).

## Linie lotnicze i połączenia
| Linia Lotnicza         | Kierunek        |
| ---------------------- | --------------- |
| Hebridean Air Services | 1. Coll 2. Oban |
| Loganair               | 1. Glasgow      |

## Pamiątki
Zachowały się dwie sale operacyjne z polem operacji zachodnich oraz sala operacji bojowych. Wiele fundamentów betonowych hangarów jest widocznych na polu lotniczym. Blisko wejścia jest też odziemna sala operacyjna Royal Observer Corps (ROC).